# عمرو بن الحجاج الزبيدي
عمرو بن الحجاج الزبيدي المذحجي وكان جاهلي إسلامي من اشراف وسادة العرب في الكوفة وعاش حتى شارك في مقتل الحسين بن علي.
وذكر في كتاب أسد الغابة في معرفة الصحابة :
عمرو بن الحجاج الزبيدي: كان مسلماً على عهد رسول الله صلى الله عليه وسلم، وله مقام محمود حين ارادت قبيلة زبيد (قبيلة) الردة، فنهاهم عنها، وحثهم على التمسك بالإسلام. هو وعمرو بن الفحيل.
فعاش عمرو بن الحجاج عهد الخلفاء الراشدين وخلافة معاوية بن ابي سفيان وابنه يزيد بن معاوية حتى شارك في مقتل الحسين بن علي.

## مشاركته في مقتل الحسين
أرسل عمر بن سعد عمرو بن الحجاج على خمسمائة فارس فنزلوا على الشريعة وحالوا بين الحسين وبين الماء.
فزحف عمرو بن الحجاج في ميمنة عمر فلما دنا من الحسين جثوا له على الركب وأشرعوا الرماح نحوهم فلم تقدم خيلهم على الرماح فذهبت الخيل لترجع فرشقوهم بالنبل فصرعوا منهم رجالًا وجرحوا آخرين.
فصاح عمرو بن الحجاج بالناس: أتدرون من تقاتلون فرسان المصر قومًا مستميتين لا يبرز إليهم منكم أحد فإنهم قليل وقل ما يبقون والله لو لم ترموهم إلا بالحجارة لقتلتموهم.
يا أهل الكوفة الزموا طاعتكم وجماعتكم لا ترتابوا في قتل من مرق من الدين وخالف الإمام.
فقال عمر بن سعد : الرأي ما رأيت.
ومنع الناس من المبارزة.
فسمعه الحسين بن علي فقال: ياعمرو بن الحجاج أعلي تحرض الناس أنحن مرقنا من الدين أم أنتم والله لتعلمن لو قبضت أرواحكم ومتم على ثم حمل عمرو بن الحجاج على الحسين من نحو الفرات
ثم حمل عمرو بن الحجاج في ميمنته من نحو الفرات فاضطربوا ساعة مع انصار الحسين بن علي فقتل مسلم بن عوسجة وهو من انصار الحسين وانصرف عمرو بن الحجاج وأصحابه وانقطعت الغبرة فإذا مسلم بن عوسجة قتيل 
وقال عمرو بن الحجاج الزبيدي : انا كتلت الحسين.

## نهايتة المجهولة
عندما هزم عمرو بن الحجاج وشبث بن ربعي وشمر بن ذي الجوشن امام جيش المختار الثقفي هرب عمرو بن الحجاج الزبيدي من جيش المختار الثقفي فركب راحلته ثم ذهب عليها فأخذ في طريق شراف وواقصة فلم ير حتى الساعة كما يقول الطبري في حوادث سنة 66هـ فلا يدرى أرض بخسته أم سماء حصبته.